# Marek Kazimierz Orzeszko
Marek Kazimierz Orzeszko herbu Pobóg – sędzia mielnicki w latach 1645-1648.
W 1648 roku był elektorem Jana II Kazimierza Wazy z województwa podlaskiego, podpisał jego pacta conventa. 